# 비와코 방송

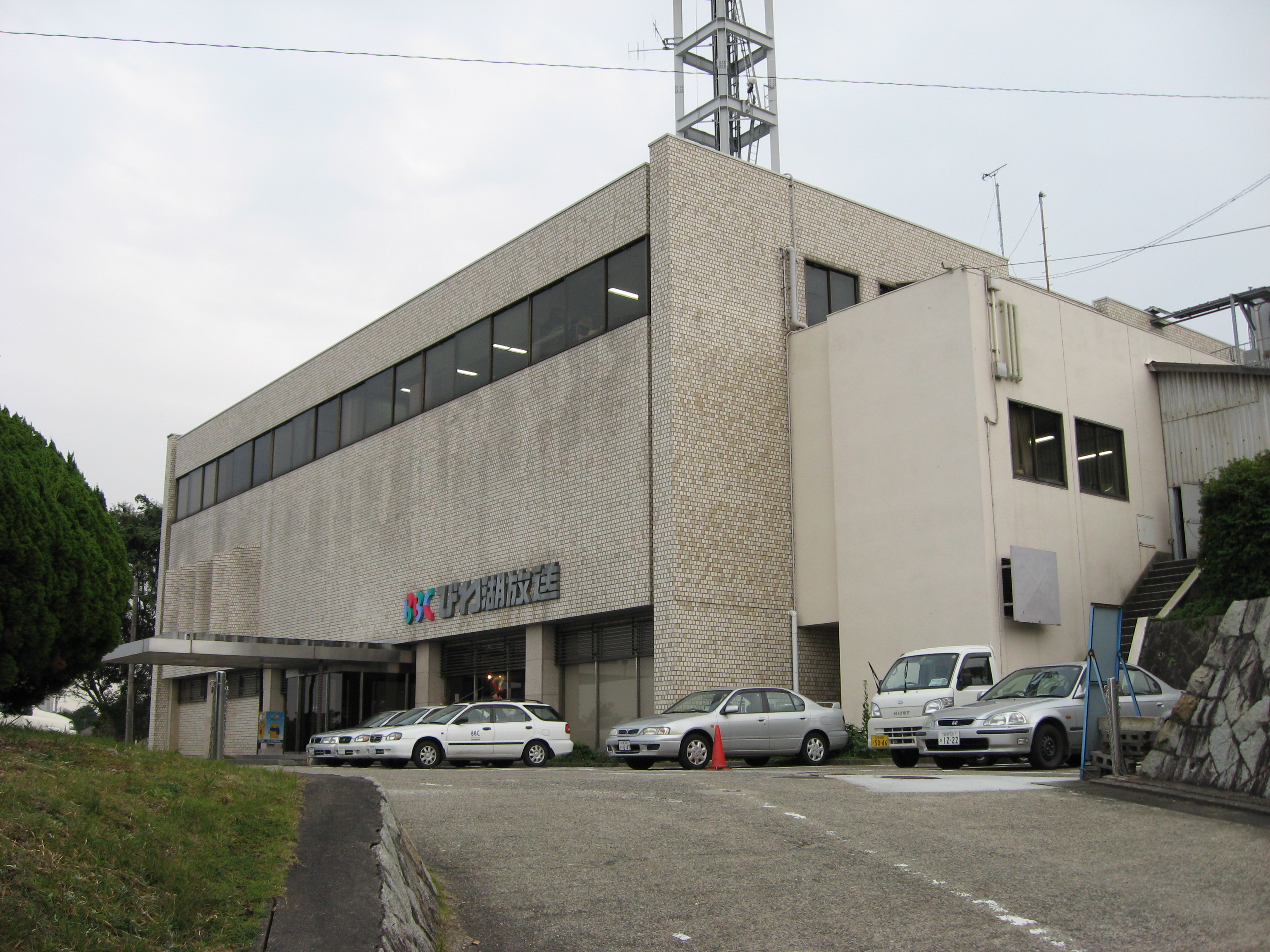
비와코 방송

비와코 방송(びわ湖放送)은 일본 시가현의 독립 UHF방송국으로 1972년 4월 1일에 개국했다.
약칭은 BBC, 콜사인은 JOBL-DTV이다.

## 개요
- 콜사인 JOBL은 라디오 구마모토(현：RKK) 히토요시 방송국이 사용하고 있었다.
- 1980년대 초까지는 주로 저녁→야간 밖에 방송하지 않았지만, 그 후 아침 프로그램으로 「안녕 비와호!」가 방송되면서, 오전 7시~8시 반(후에는 9시 전후)까지 방송을 실시한 뒤 잠시 정파했다가 저녁 5 시경부터 방송을 재개했던 시대도 있었다.
- 간사이 지역 TV 도쿄 계열국인 TV 오사카의 방송구역이 오사카부로 한정되어 있어 TV 도쿄 프로그램을 많이 방송하고 있으나 TV 도쿄 프로그램이 특집 방송 등으로 방송시간이 길어져 자사제작 프로그램 시작시간과 특집 프로그램 방송시간이 중복되는 경우에는 중간에 TV 도쿄 프로그램을 중단한다.
- 시가현의 지방지인 시가 일일신문이 휴간한 뒤 모회사인 교토신문으로 흡수되자 이를 안타까워한 현지 유지들에 의해 모두의 시가신문이 창간되었으나 이 신문이 불과 반년이 안돼서 폐간이 되었고 그 뒤로 시가현은 일본에서 유일하게 현내에 본사가 있는 지역 신문이 없게 되었으며 이러한 이유로 현지를 대표하는 매스 미디어로서 보도에 적극적으로 임하고 있다.

## 연혁
- 1971년 5월 22일 - 회사설립.
- 1972년 4월 1일 - 방송국 개국.
- 1975년 3월 31일 - 1969년 10월 1일부터 도쿄 12채널(현재의 TV 도쿄)의 간사이지역 계열국으로 있었던 마이니치 방송이 재팬 뉴스 네트워크로 뉴스 네트워크를 옮기면서 도쿄 12채널 프로그램 송출을 중단하자 도쿄 12채널 프로그램 방송을 늘리게 된다.
- 2006년 10월 1일 - 지상파 디지털 텔레비전 방송을 시작했으며 원래는 2006년 12월 1일에 시작하려했다.
- 2011년 7월 24일 - 아날로그 텔레비전 방송 종료

## 보충서술
- 1980년 1월 1일 라이온 유지와 라이온 치약의 합병 기념으로 제작된 라이온 제공 신년 특별프로그램 「80년, 미래를 이 손에!」(TBS제작)가 신년특집 프로그램 가는 해 오는 해(도쿄 12채널(당시)제작)방송 후 전국의 민영 텔레비전 방송국을 통해 방송되었을 때 방송을 거부하였는데 이는 당시 비와호의 환경 문제로 인이 함유된 합성세제가 문제가 된 상황에 대주주인 시가현이 세제 메이커가 스폰서인 프로그램을 방송하는 일에 난색을 표했던 것으로 추정된다.
- 약칭이 BBC(영국방송협회와 같다)여서 약칭을 간사이 거주·출신자가 개그소재(예：「나 BBC에 나온 적 있다」)로 타지역 출신자에게 써먹는 경우가 있다.
- 1990년대까지 초등학교 3학년을 대상으로 한 학교 교육 프로그램이 방송되고 있었다. 4월에서 6월사이에는 방송하지 않다가 매년 7월부터 다음해 3월까지 방송된 뒤 계속 재방송 되었는데, 방송 전에 학교에서 초등학교 3학년에게 이 프로그램의 텍스트를 배포했다고 한다.
- 디지털 방송 시작에 맞춰 그동안 화면상단우측에 초단위까지 표시하던 시각표시를 좌측으로 옮겼다.
- 충주문화방송과 자매결연을 맺고 있다.

## 시가현에 있는 다른 텔레비전·라디오 방송국
- NHK 오쓰 방송국
- FM시가(JFN 계열)
- KBS 시가(교토 방송의 지국으로 라디오만 방송하고 있고 NRN 계열이며 히코네시에 본사소재.)

## 같이 보기
- 주니치 신문